# Tsuen Wan

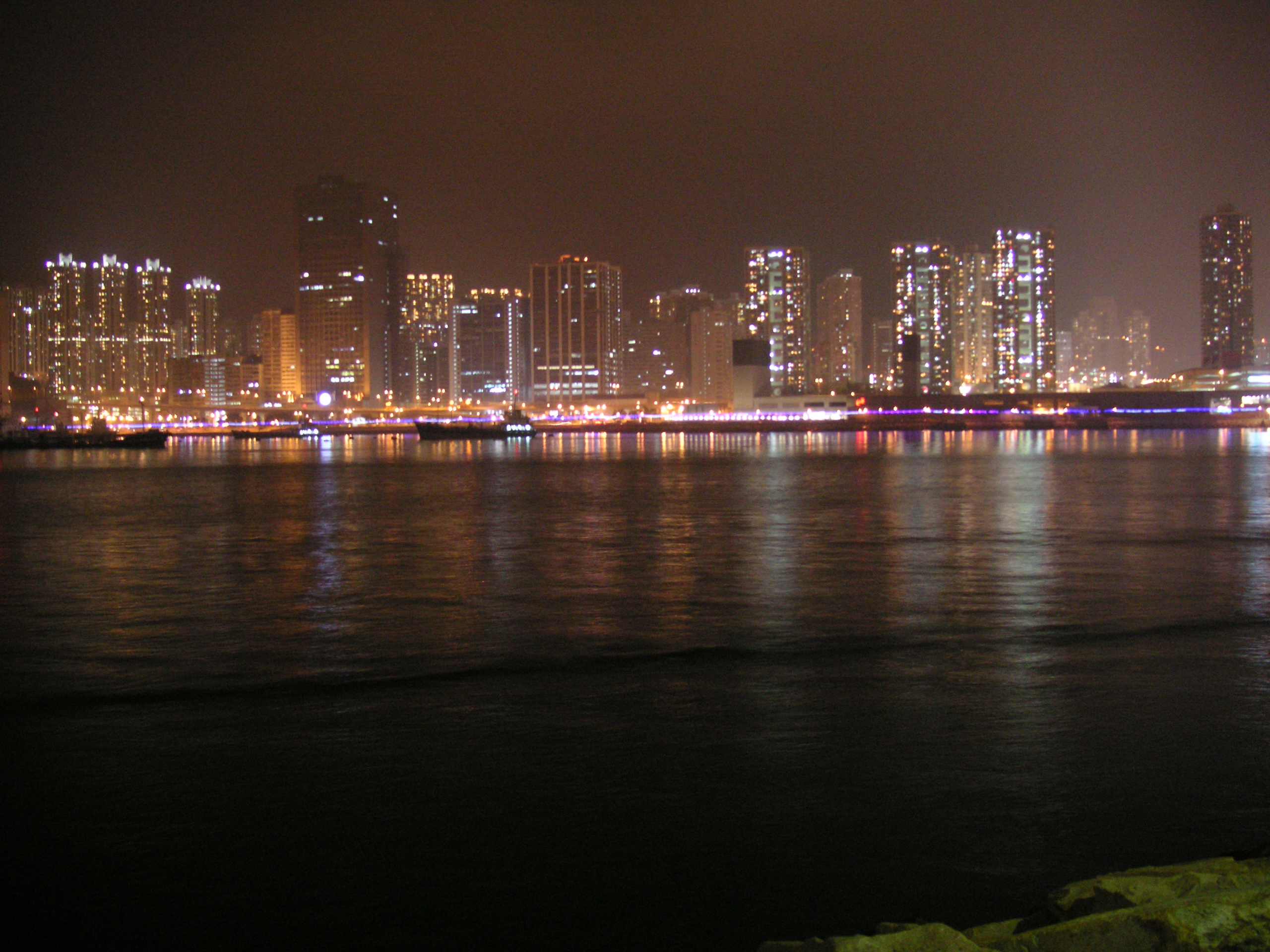
Tsuen Wan

Tsuen Wan (spreek uit als [tsuun waan]) ligt in het westen van Hongkong en is een van de dichtst bevolkte buurten van Hongkong. Het begon allemaal met dorpjes en markten, daarna met industriële fabrieken en nu domineren de vele hoge woonflats het straatbeeld van Tsuen Wan. Buiten de binnenstad zijn nog veel dorpen en gehuchten te vinden. De autochtone Hongkongers op het platteland worden vertegenwoordigd in het lokale plattelandscomité.

## Geschiedenis
Vroeger heette Tsuen Wan Chin Wan (淺灣 - ondiepe baai), in het begin van de Qing-dynastie wordt Chin Wan Tsuen Wan Yuk (荃灣約) genoemd, later gekort tot Tsuen Wan (全灣 - alleen andere schrijfwijze), later werd een andere schrijfwijze toegepast die tot op heden is gebleven. Het is niet bekend hoe de nieuwe schrijfwijze is ontstaan.
Tsuen Wan bestond vóór de Tweede Wereldoorlog uit dorpjes en marktjes en had toen slechts 3.000 inwoners. Landbouw was een belangrijke economische pijler.

## Ontwikkeling
Na de oorlog maakte Tsuen Wan veel veranderingen door. Omdat de grondprijzen goedkoop waren, verhuisden veel fabrieken van China naar Tsuen Wan. Hierdoor kwamen er veel fabrieken bij; veelal betrof het textielfabrieken. Er ontstonden langzamerhand industriële zones, vooral in het midden van Tsuen Wan. Dit trok ook veel nieuwe bewoners aan. Mede dankzij deze ontwikkelingen besloot het gemeentebestuur van Hongkong om Tsuen Wan te ontwikkelen als eerste ‘New Territory’.

## Tsuen Wan als satellietstad
Tsuen Wan lijkt, hoewel het dat in naam niet is, op een satellietstad, waar allerlei faciliteiten te vinden zijn, zoals ziekenhuizen, brandweer, politie, markten, winkelcentra en een concertgebouw (‘Town Hall’. Van belang is ook dat de metro Tsuen Wan aandoet. De Tsuen Wan Line werd op 10 mei 1982 geopend. Deze lijn reed destijds tot aan Prince Edward, later werd het verlengd tot Central, min of meer het zakencentrum van Hongkong.

## Woongebieden en woonflats
De bevolkingstoename bracht de bouw van woonflats met zich mee. Een van de eerste estates was Fok Loi Estate, gebouwd in de jaren 60. In de jaren 80 groeide het aantal estates; de grootste estates uit die tijd zijn Tsuen Wan Centre (18 flats) en Luk Yeung Sun Chuen (19 flats). De flats hebben ongeveer 30 verdiepingen. In de jaren 90 en recentelijk kwamen er zelfs woonflats van 40 verdiepingen of meer bij. Een voorbeeld is Discovery Park.

## Verkeer
In Tsuen Wan zelf is de verkeersintensiteit relatief laag. Het doorgaand verkeer gaat voor Tsuen Wan langs over de snelweg Tsuen Wan Road. Na de opening van de Ting Kau-brug in 1998 hoeven reizigers die naar Kowloon en Hongkong eiland gaan niet per se door of langs Tsuen Wan.
Er rijden metro's en treinen door Tsuen Wan. De Tsuen Wan Line van de MTR werd op 10 mei 1982 geopend en het voormalige bedrijf KCR (Kowloon Canton Railway), nu MTR, heeft de West Rail Line op 21 december 2003 geopend. Ten behoeve van Hongkong Disneyland werd op 1 augustus 2005 ook de metrolijn Disneyland Resort Line geopend.

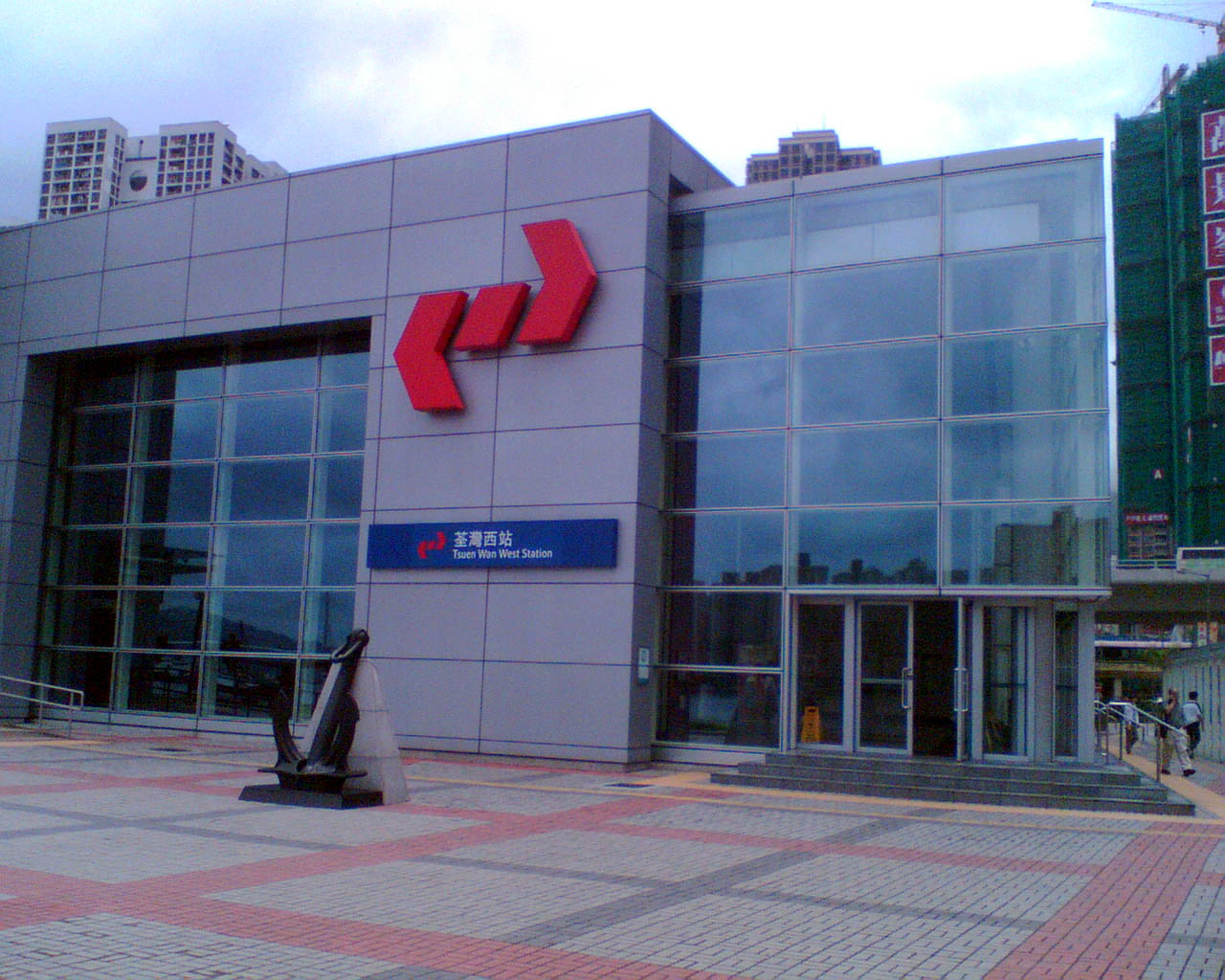
Station Tsuen Wan West van het voormalige bedrijf KCR
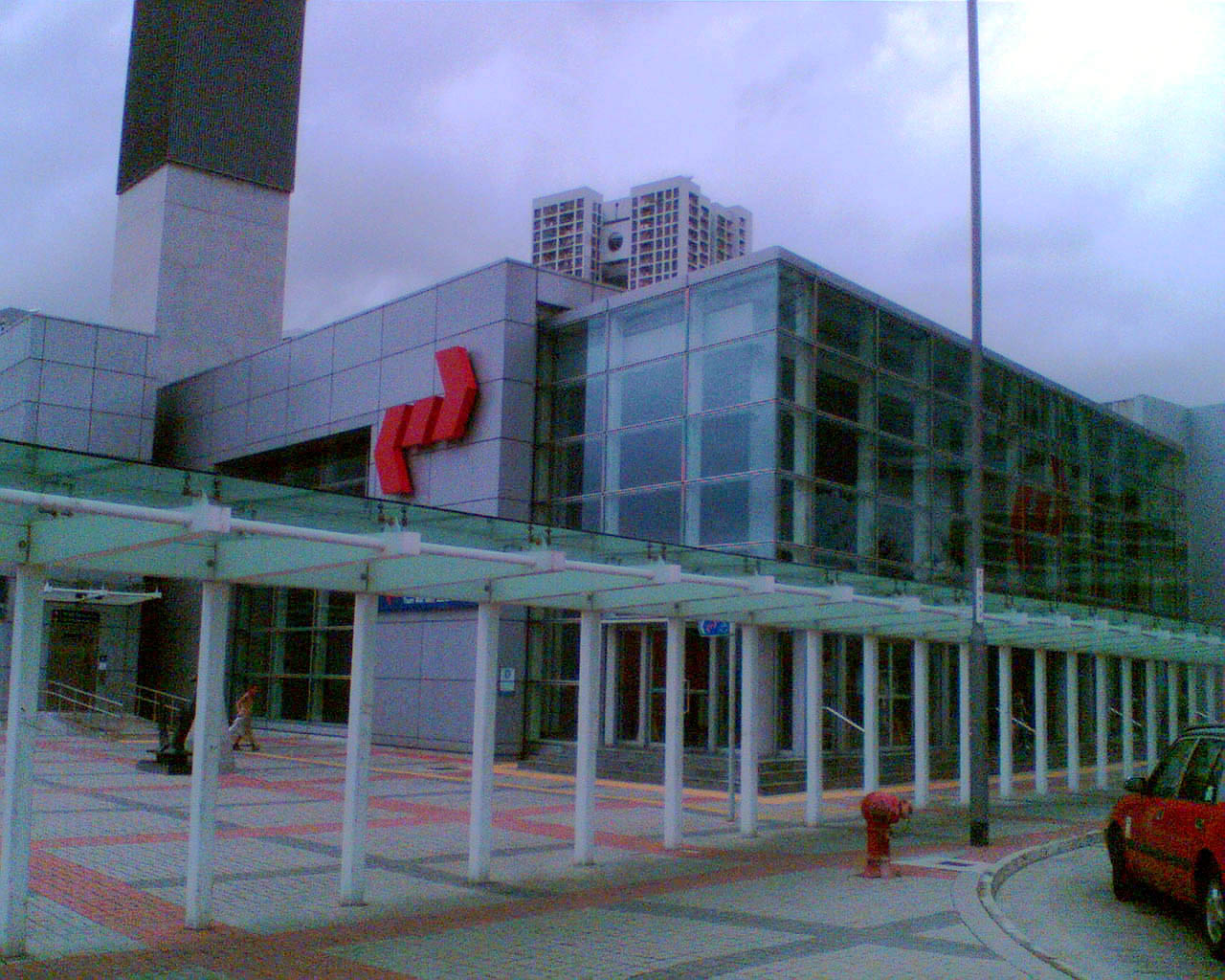
Station Tsuen Wan West van het voormalige bedrijf KCR

## Waterfront Boulevard
De Waterfront Boulevard is gelegen aan het water tussen Tsuen Wan en Tsing Yi. Vroeger werd de grond gebruikt als containeropslagplaats en er stonden noodwoningen. Die moesten wijken voor de bouw van het KCR West Rail station Tsuen Wan West en dus de Boulevard.

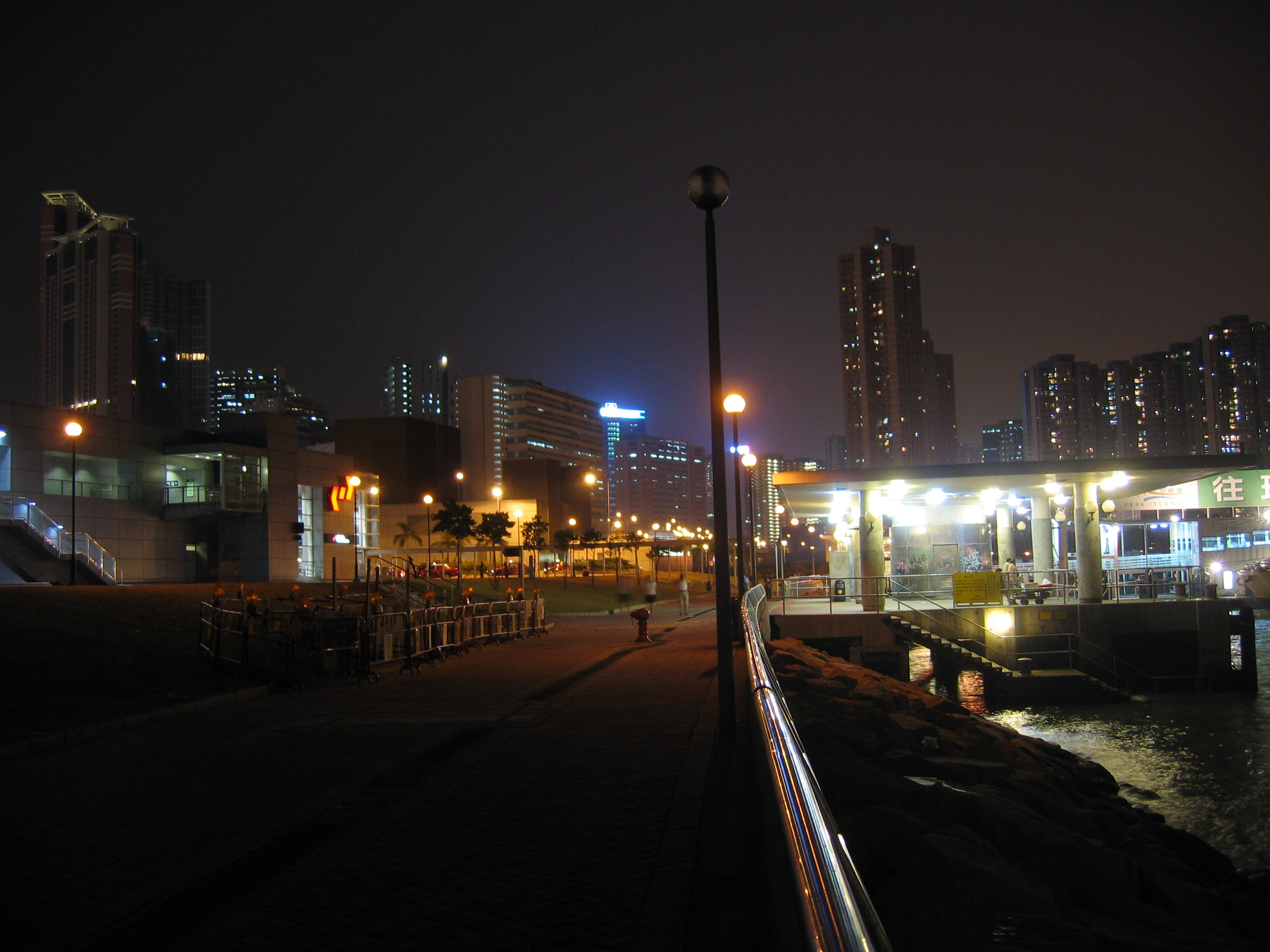
Waterfront boulevard
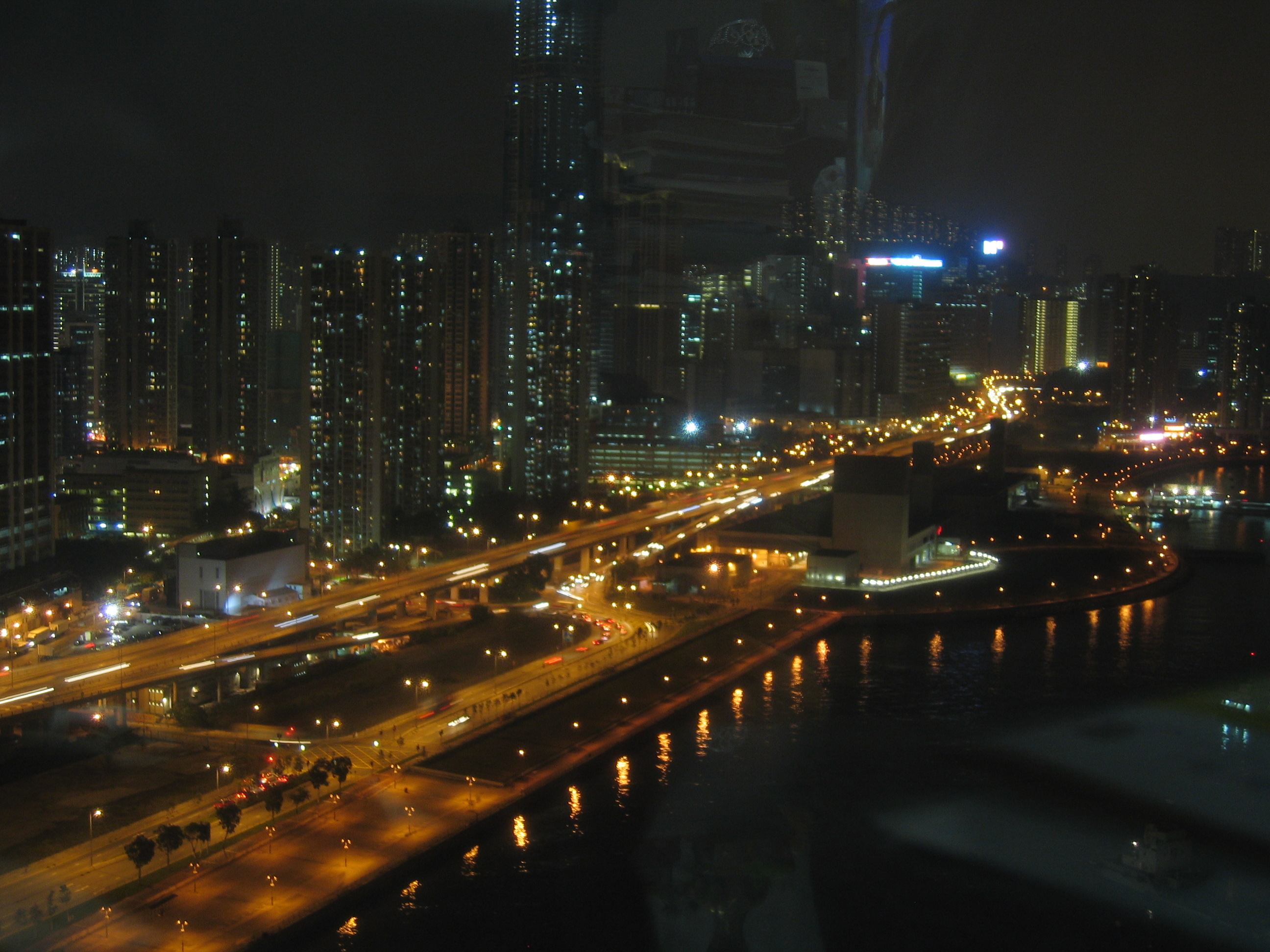
Waterfront boulevard
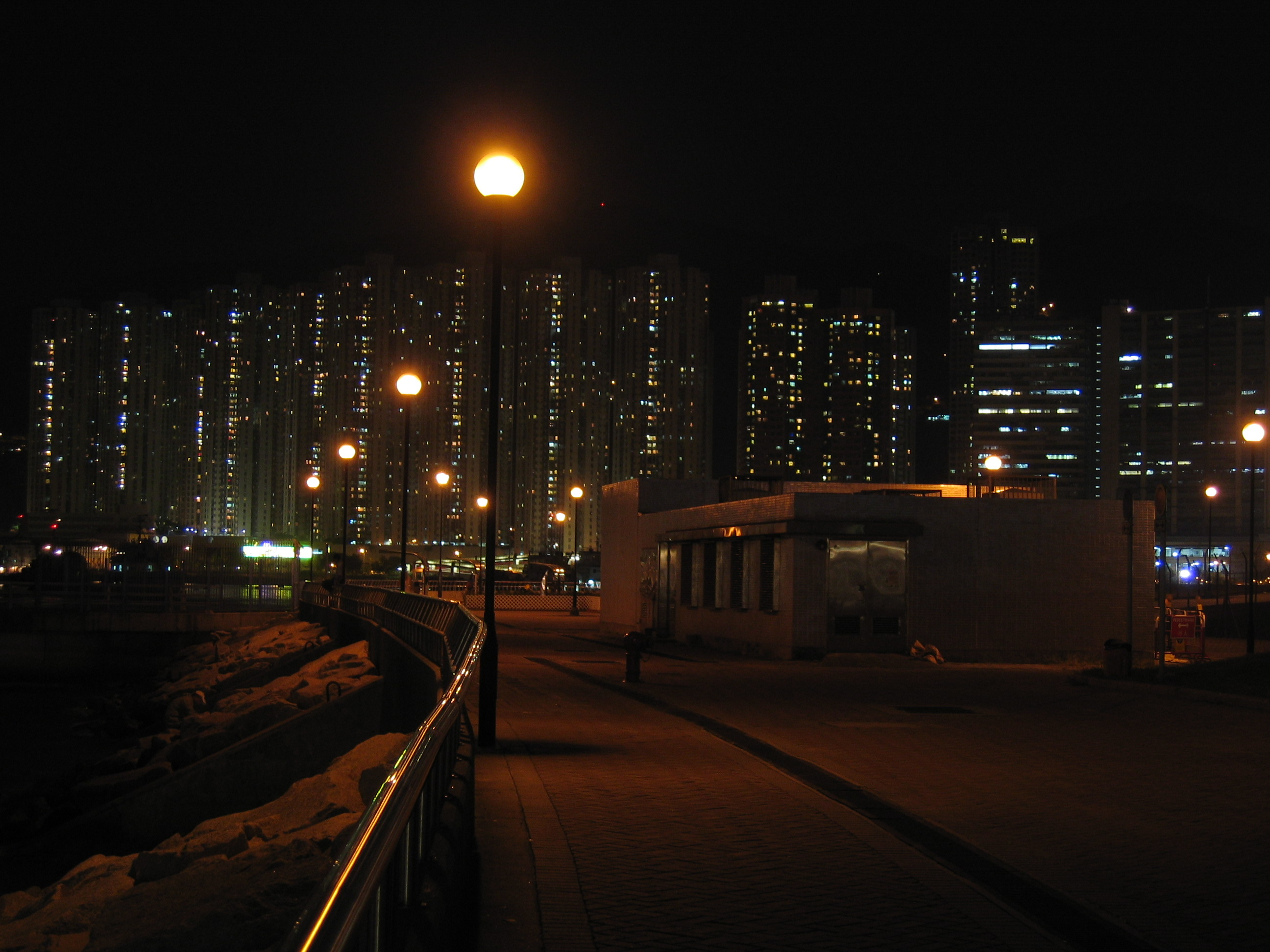
Waterfront boulevard

## Bezienswaardigheden

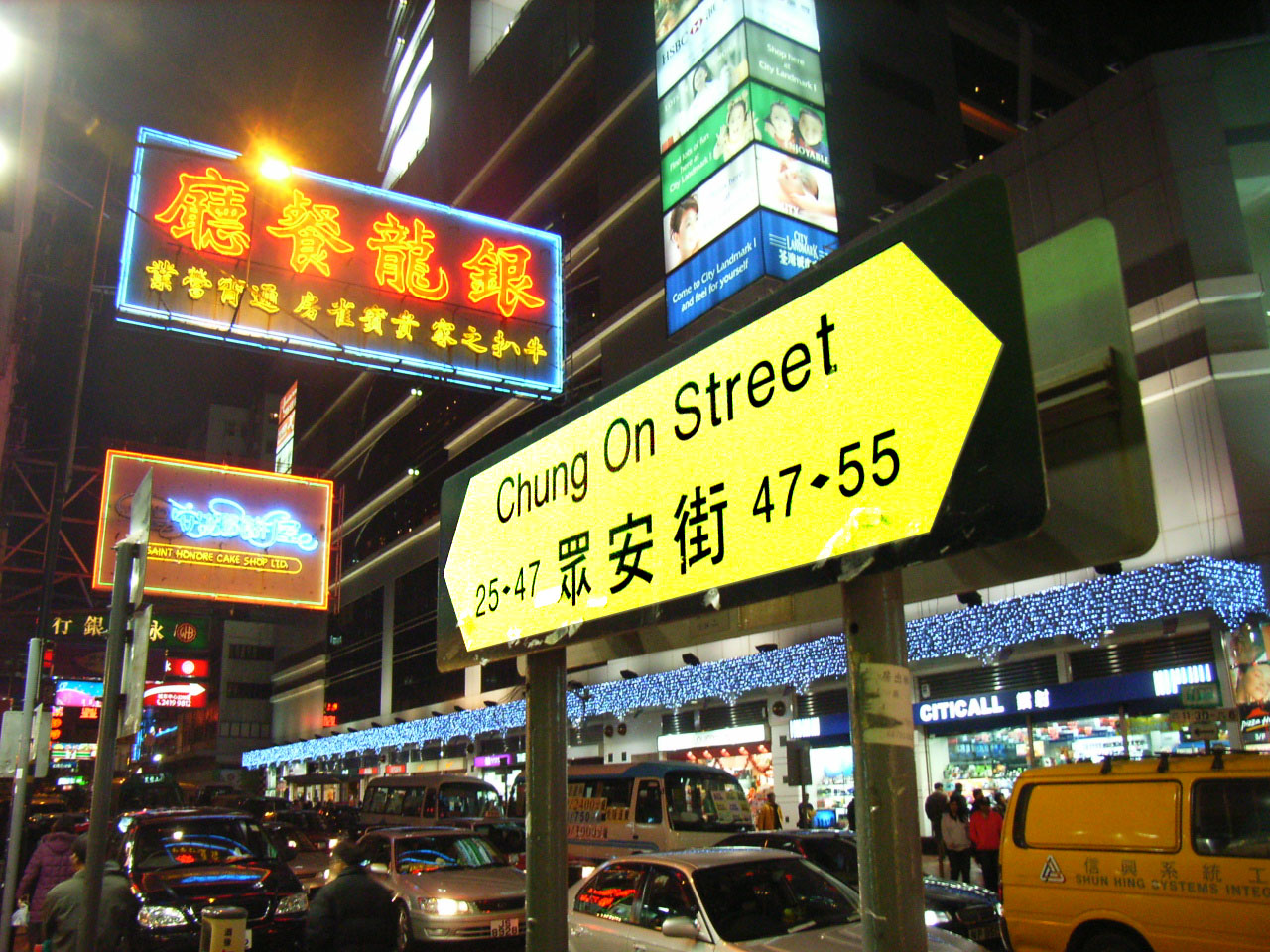
荃灣眾安街商業區

- Sam Tung Uk ('Drie-volkenhuis'), zo genoemd omdat daar drie verschillende families (met drie verschillende achternamen) woonden. Het is een Hakka-dorpje, dat gebouwd werd in 1786. In 1981 werd het toegevoegd aan de erfgoedlijst en na restauratie werd Sham Tung Uk in 1987 een museum. De belangrijkste vertrekken in Sham Tung Uk zijn de ‘Entrance Hall’, ‘Assembly Hall’ en ‘Ancestral Hall’. Tegenwoordig worden er onder andere landbouwinstrumenten van vroeger en levensstijlen in de dorpen tentoongesteld.
- Sham Tseng ('Diepe put') trekt mensen die gebraden eenden eten. Ook in Sham Tseng veranderde veel, in de laatste 20 jaar kwamen er veel huizen bij, hierdoor is Sham Tseng allengs een woonwijkje geworden. In Sham Tseng bevindt zich ook een strand. Bezienswaardigheid is de Tsing Ma Brug, die ’s avonds na 7 uur verlicht is. Het is met een lengte van meer dan 2 kilometer de langste trein- en autobrug ter wereld. Het werd in mei 1997 feestelijk geopend en het heeft twee ‘verdiepingen’, op het bovenste dek rijden auto’s en op het onderste dek rijden de metro en tijdens noodweer en tyfoons auto’s. De brug vormt een belangrijke route van de luchthaven naar de stad. Er is ook een andere brug, de Ting Kau brug, die vormt de link tussen Yuen Long en de luchthaven.
- In Tsuen Wan zijn ook nog verschillende tempels te vinden, waarvan Yuen Yuen Institute en Chuk Lamtempel de beroemdste zijn. Yuen Yuen Institute is boeddhistisch, taoïstisch en confucianistisch georiënteerd.
- Het Tai Mo Shan Country Park is een van de beroemdste recreatieparken van Hong Kong. Ook de beroemde Maclehose Trail kruist door dit gebied.
- Hong Kong Disneyland Resort, dat op 12 september 2005 zijn deuren opende, ligt ook in het stadsdeel Tsuen Wan; iets zuidelijker op Lantau eiland.